# Cyperus incompressus
Cyperus incompressus är en halvgräsart som beskrevs av Charles Baron Clarke. Cyperus incompressus ingår i släktet papyrusar, och familjen halvgräs. Inga underarter finns listade i Catalogue of Life.